# Kathedraal van de Nederdaling van de Heilige Geest
De Kathedraal van de Nederdaling van de Heilige Geest (Russisch: Святодуховский собор) was een Russisch-orthodoxe kathedraal in de Russische stad Petrozavodsk. De kathedraal werd opgeblazen in 1936.

## Geschiedenis
Na verkrijging van de toestemming op 10 april 1859 om op de plek een kathedraal te bouwen werd een bouwcommissie benoemd waarin kerkelijke vertegenwoordigers en vertegenwoordigers uit het zakenleven en burgerij zitting namen. Al na een jaar kon, voorafgaand aan een plechtige viering, met de bouwactiviteiten van start worden gegaan. De bouw werd voltooid in mei 1872, het jaar dat in Rusland de 200e verjaardag van de geboorte van Peter de Grote werd gevierd. Oorspronkelijk werd de kathedraal gewijd aan de Verrijzenis, maar in 1875 werd de naam van de kathedraal omgedoopt en kreeg het de naam Kathedraal van de Nederdaling van de Heilige Geest. De hoogte van de vijfkoepelige kathedraal bedroeg 56 meter. Samen met de andere, in de onmiddellijke nabijheid gelegen en in 1924 door brand vernietigde, twee kerken gaf de kathedraal vanaf het meer de stad een prachtige skyline. In 1930 werd de kathedraal door de bolsjewieken gesloten voor de eredienst. In 1936 viel het doek voor de kathedraal, samen met het besluit om alle kerkklokken van Petrozavodsk te confisqueren ten behoeve van de industriële ontwikkeling nadat al eerder een verbod was afgekondigd op het luiden van klokken. Nog hetzelfde jaar werd de kathedraal opgeblazen.